# Florence Easton
Florence Gertrude Easton (ur. 25 października 1884 w Middlesbrough, zm. 13 sierpnia 1955 w Nowym Jorku) – angielska śpiewaczka operowa, sopran.

## Życiorys
Studiowała u Agnes Larkcom w Royal Academy of Music w Londynie oraz u Elliotta Haslama w Paryżu. Na scenie zadebiutowała w 1903 roku rolą Pasterza w Tannhäuserze Richarda Wagnera w Newcastle upon Tyne. W latach 1904–1905 i 1906–1907 odbyła tournée po Stanach Zjednoczonych. Od 1907 do 1913 roku związana była z Königliche Oper w Berlinie. W latach 1912–1916 występowała też w operze w Hamburgu. Od 1915 do 1917 roku śpiewała w operze w Chicago. Między 1917 a 1929 rokiem związana była z nowojorską Metropolitan Opera, w której debiutowała rolą Santuzzy w Rycerskości wieśniaczej. Tam też w 1918 roku kreowała rolę Lauretty podczas prapremierowego przedstawienia opery Giacomo Pucciniego Gianni Schicchi. W latach 1927–1934 występowała w Covent Garden Theatre w Londynie. Jej ostatnią rolą była Brunhilda w Walkirii na deskach Metropolitan Opera w 1936 roku.
W jej repertuarze znajdowało się przeszło 150 partii operowych. Wykonywała zarówno liryczne role w operach włoskich, jak i dramatyczne w dziełach Richarda Wagnera i Richarda Straussa. Jej mężem był amerykański tenor Francis MacLennan.